# Friedrich Joachim von Alvensleben

Friedrich Joachim von Alvensleben als Bonner Preuße

Friedrich Joachim von Alvensleben (* 10. November 1833 in Erxleben; † 26. Dezember 1912 in Nizza) war Landrat des Kreises Neuhaldensleben.

## Familie
Er entstammte der niederdeutschen Adelsfamilie von Alvensleben und war der älteste Sohn von Ferdinand Graf von Alvensleben (1803–1889), Besitzer der Güter Erxleben I und Eimersleben, Mitglied des preußischen Herrenhauses und Wirklicher Geheimer Rat, und seiner Ehefrau Pauline geborne von der Schulenburg (1810–1882) aus Priemern. Er hatte acht Geschwister, darunter den Botschafter Friedrich Johann Graf von Alvensleben (1836–1913) und die Äbtissin des Klosters Stift zum Heiligengrabe Margarethe von Alvensleben (1840–1899). Am 22. Juli 1863 heiratete er in Poplitz Klara von Krosigk (1844–1916), die älteste Tochter von Vollrath von Krosigk und dessen Ehefrau Auguste Louise Elisabeth („Betty“) geborene von Röder. Aus dieser Ehe gingen vier Töchter hervor.

## Leben
Seit 1847 besuchte er die Ritterakademie in Dom Brandenburg, wechselte dann an das Pädagogium in Halle, wo er 1852 das Abitur machte. Danach absolvierte er seinen Militärdienst als Einjährig-Freiwilliger beim Husaren-Regiment „König Wilhelm I.“ (1. Rheinisches) Nr. 7 in Bonn und studierte von 1853 bis 1855 Rechtswissenschaften an den Universitäten Bonn und Berlin. In Bonn war er Mitglied des Corps Borussia. 1855 machte er seine Auskultatorprüfung und arbeitete anschließend als Auskultator beim Stadt- und Kreisgericht in Magdeburg. Nach bestandenen Referendarexamen erhielt Alvensleben 1858 eine Anstellung bei der Regierung in Merseburg. 1863 kam er als Regierungsassessor nach Magdeburg zurück, verwaltete ab August 1863 das Landratsamt in Neuhaldensleben zunächst kommissarisch und erhielt Ende 1863 die Bestallung als Landrat – ein Amt, das er 37 Jahre bis zum 1. Januar 1901 innehatte. Nach 25-jähriger Tätigkeit wurde er zum Geheimen Regierungsrat ernannt. Er war seit 1896 Ritter und seit 1898 Kommandeur des Deutschen Ordens der Balley Utrecht. 1912 starb er in Nizza, nachdem er sich seit 1893 wegen seiner angegriffenen Gesundheit mehrfach in Südfrankreich aufhielt.

## Leistung
Alvensleben erwarb sich Verdienste beim Ausbau des Straßen- und Wegenetzes, der Verbesserung der Landwirtschaft sowie bei der Umsetzung der Einkommensteuer-, Krankenkassen-, Alters- und Invalidenversicherungsgesetze in seinem Kreise. Im Nebenamt war er Direktor der Feuersozietätsdirektion des Kreises Neuhaldensleben. In einem Bericht heißt es, dass Alvensleben sich „dem Wohl des ihm anvertrauten Kreises mit voller Hingebung gewidmet und das Vertrauen und die Achtung der Kreiseingesessenen, sowie die Zufriedenheit der Vorgesetzten erworben“ habe.